# 160 км (зупинний пункт, Придніпровська залізниця, Самарівський район)
160 кіломе́тр — пасажирський залізничний зупинний пункт Дніпровської дирекції Придніпровської залізниці на неелектрифікованій лінії Самар-Дніпровський — Леб'яже  між станціями Самар-Дніпровський (15 км) та Губиниха (6 км). Розташований поблизу присадибних ділянок та на другому нижньому середньому ставі річки Вільнянки, у  Самарівському районі Дніпропетровської області.

## Пасажирське сполучення
На платформі 160 км щоденно зупиняються дві пари приміських поїздів сполученням Дніпро — Берестин.